# Robert Surroca i Tallaferro
Robert Surroca i Tallaferro (Barcelona, 1934) és un escriptor i activista polític independentista català. A finals dels anys 1950 va ingressar al Front Nacional de Catalunya, destacat per ser membre de l'escamot que organitzà la Diada Nacional de Catalunya de 1971.
Dins del FNC, ocupà càrrecs al Consell Nacional, al Consell Executiu es fa càrrec de l'aparell clandestí del grup: impressió i distribució de la propaganda clandestina, formació dels militants en normes de seguretat, organitza l'equip pel pas clandestí de frontera, etc. És membre de la Secció de Coordinació comarcal. Col·laborà en la redacció de la biografia del president Francesc Macià editada pels exiliats del FNC a França i introduïda clandestinament a Catalunya el 1968. També col·labora en els opuscles dominicals “Històries de la clandestinitat”, publicats per El Correo Catalán. És cofundador del Grup per a l'Anul·lació del Procés al President Lluís Companys. Ha organitzat, participat i col·laborat en diverses exposicions de caràcter històric i ha publicat articles a El Maresme, Diari de Barcelona, Avui, El Llamp, El Temps i L'Avenç. Fou candidat per Catalunya Lliure a les eleccions al Parlament Europeu de 1989. El 2020 s'adherí a Independentistes d'Esquerres. Fou membre del Memorial 1714.
L'any 2009 va rebre el Premi Memorial Francesc Macià, atorgat per la Fundació Josep Irla per la seva defensa de la llengua, la nació i la cultura catalanes. Altres reconeixements: Diploma del FNC (1994), Estelada de Plata (2000), Estela d'homenatge del Casal Independentista de Sants de Barcelona (2000), Diploma de l'Arxiu Nacional de Catalunya (2005), Pin de la Generalitat en homenatge als militants del FNC (2005), Medalla col·lectiva Pau Claris als membres del FNC (2007), Pin de La Reixa (2008). L'1 d'agost de 2011 va impedir un atracament a casa seva defensant-se dels tres assaltants armats amb pistoles amb una espasa.

## Obres
- Homenatge a Lluís Companys, president de Catalunya (1983)
- Catalunya a Companys (1990)
- "Entre el mite i l'oblit" Treball col·lectiu del Grup per a l'Anul.Lació del Procés al President Companys. (1991) El llamp, Barcelona.
- Prensa catalana en México (1906-1982) (2000)
- "En record i homenatge" 64 tríptics donant a conèixer patriotes catalans, ja morts, de la resistència interior i de l'exili; publicats entre el 2000 i el 2005.
- Premsa catalana de l'exili i l'emigració (1861-1976) (2004)
- La Catalunya resistent. Allò que la transició ens ha amagat (2006) Editorial Pagès, Lleida.
- Memòries del Front Nacional de Catalunya. Cavalcant damunt l'estel (2006)
- Joan Ballester i Canals (1913-1980)” (2007)
- La Diada. L'onze setembre a través de la història (2014)[9]
- Els casals dels Països catalans al món (1822-2013)
- Comunicació a les Jornades d'ERC: "Els butlletins de la secció departamental d'ERC del Sena (París)".
- Comunicació al seminari sobre premsa clandestina: "Premsa clandestina a París, sota l'ocupació alemanya 1939-1943".
- Comunicacions editades en llibre "Premsa catalana de l'exili i l'emigració a Catalunya Nord 1905-1976" a Jornaux de survie, Actes de la Quatrième Journée d'etude sur l'imprimerie, Perpinyà, 2007. "Les commemoracions de la Diada patriòtica de l'11 de setembre" A Quaderns Roca Ferreres núm. II. "Front Nacional de Catalunya, 50 anys de lluita independentista" a Quaderns Roca Ferreres núm. III. "La bandera catalana" a Quaderns Roca Ferreres núm. IV. "Los casals de los Paises Catalanes en Mèxico" a Presencia Catalana, Instituto Nacional de Antropología e Història, Jalisco 2012. Al seminari "Presència Catalana en Mèxico y a la Amèrica Latina" celebrat a Guadalajara, la comunicació "Los centros de los Paises Catalanes en México".
- El dur camí de l'alliberament, com seguir-lo (1968) manual sobre normes de seguretat, publicat clandestinament
- "L'associacionisme dels exiliats catalans". A la revista de la Generalitat de Catalunya publicada amb motiu de la Diada del 2001.
- Al col·loqui internacional "Premsa clandestina" la comunicació "Premsa clandestina del Front Nacional de Catalunya" 2019.
- Diccionari biografic d'Estat Català (2021) col·laborador
- "Per Catalunya" (Portaveu del Front Nacional de Catalunya a la clandestinitat /1945-1947) i l'exili (1954-1959) (2024) Editorial Dalmau, Barcelona (amb Agustí Barrera).